# Johann von Wagenfeldt
Johann Adolf von Wagenfeldt (ur. 1703, zm. 1750) – dyplomata pruski.
Pełnił funkcję rezydenta Prus w Gdańsku (1740–1750) oraz Brandenburgii tamże (1743).